# Agapé
Ez a szócikk az ókori keresztény hagyományról szól. Ha az Agapé Gyülekezetre vagy kíváncsi, lásd az Agapé Gyülekezet nevű lapot.

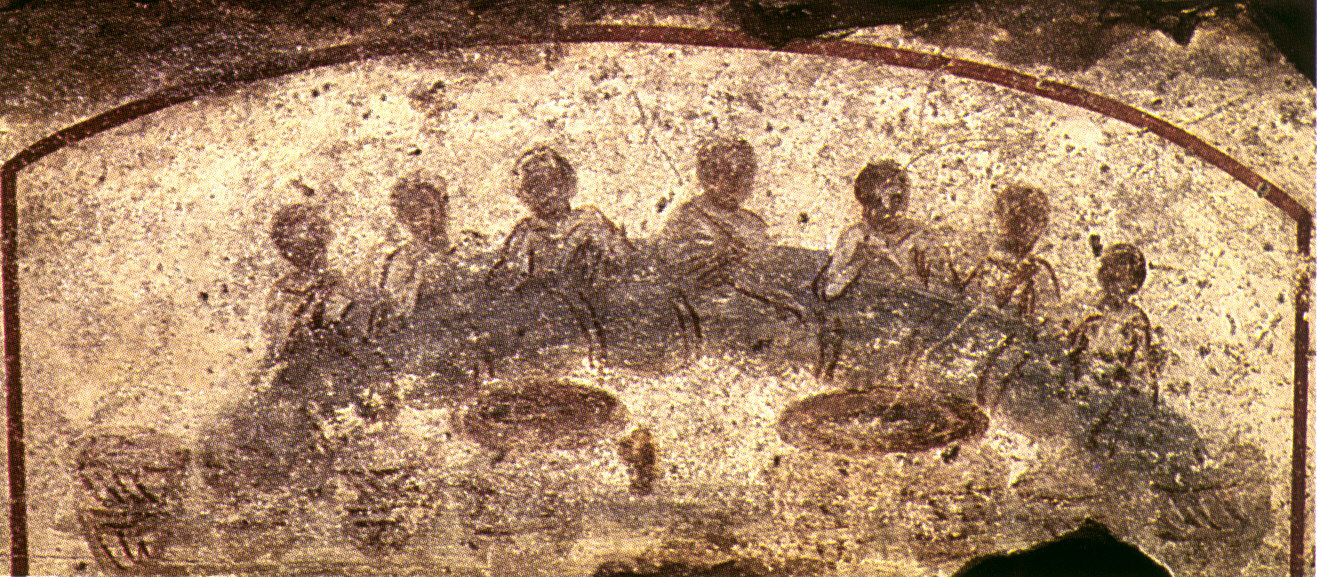
Ókeresztény szeretetvacsora (agapé) ábrázolása Szent Callixtus katakombájában (3. század)

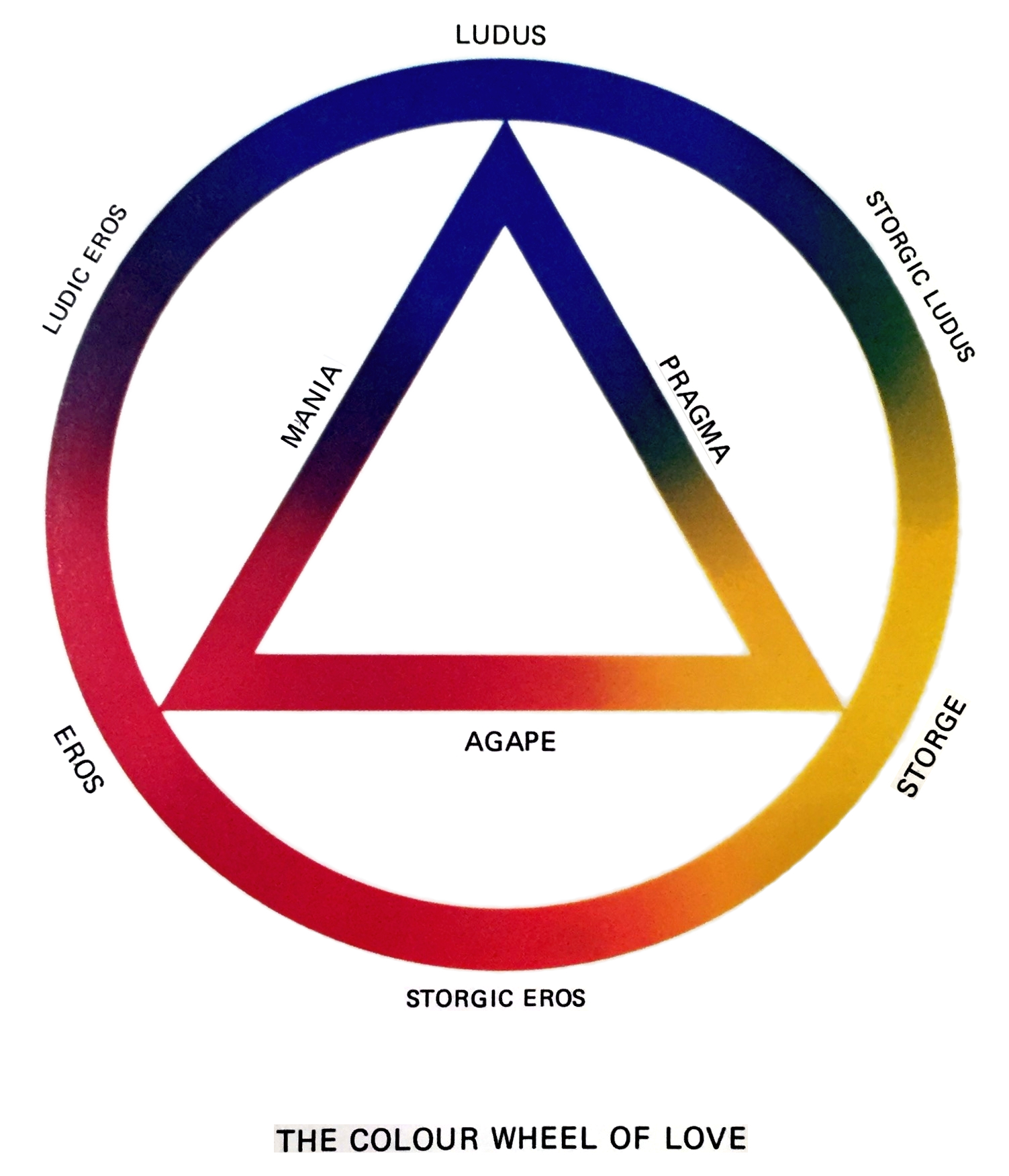
John Alan Lee kanadai szociológus, író, tudományos és politikai aktivista az antik görögök nyomán a szerelem hat formáját vagy stílusát különböztette meg

Az ókori görögök nyolc fajtáját különböztették meg a szeretetnek : erosz, philia, storgé, pragma, mania, ludus, philautia, és agapé.
Az agapé  görög eredetű szó, jelentése: szeretet, vendégség. Az első keresztények közös étkezéseit jelenti, melyeket az egyházközséget (gyülekezetet) összekötő szeretet kinyilvánítására és megélésére tartottak, s az úrvacsora/eucharisztia vételével fejeződtek be (vagy kezdődtek). Az 1. sz. vége előtt különválasztották, mert szokásba jött a szentségi böjt. Az agapéra így a szentmise után került sor. Magyar szóhasználatban előfordul „szeretetvendégség” formában is. 
A szó átvitt értelmű jelentése a nyolc fajta szeretet (erósz, filia, storgé, pragma, mania, ludus, philautia és agapé) közül a legmagasabb rendű tudatos, feltétel nélküli érzelem az agapé, ami cselekvésre kell, hogy ösztönözzön. Az előbbi hét - erosz, philia, storgé, pragma, mania, ludus, philautia - vagy jelen van mint érzelem, vagy nincs. Akarattal nem lehet rajta változtatni. Egyedül az agapé tanulható érzelem. Az erósz a szerelem megfelelője, a filia a baráti szeretet kifejezése, a storge a szülő gyermek közötti szereteté, a mania  a birtokló szerelemé, a pragma az elfogadó szerelemé, a ludus a játékos szerelemé,a philautia az önszereteté, míg az agapé önzetlen, akaraton alapuló önfeláldozó szeretet megnyilvánulása.

## Az alkalmak leírása
Kenyér és bor sohasem hiányzott, emellett hús, sajt, tej és méz, és mint a római katakombákban végzett ásatások mutatják, hal kerülhetett leggyakrabban az asztalra. A vendégség költségét a gazdagabb egyháztagok viselték. A meghatározott órában a vendégek összejöttek; ha valaki késett, azt az apostol rendelete szerint megvárták, s amikor mind együtt voltak, akkor férfiak és nők más-más asztalhoz leültek, az egyház püspöke vagy presbitere elmondta az áldást. Azután jött az étkezés, amelynek végén az egész gyülekezet megmosta a kezét. Ekkor –  vagy ha az évszak úgy kívánta, előbb is  – a lámpákat feltették tartóikra és elkezdődött az est ünnepélyesebb része. A gyülekezeti elöljáró megáldott, megtört és szétosztott egy kenyeret, s körüljáratott egy poharat, az „áldásnak poharát”.
Azokat, akik különösebb lelki ajándékokkal bírtak, felszólították, hogy fejtegessék a szentírást, s a gyülekezet himnuszt énekelt Istenhez, vagy Krisztushoz. Ez volt a legtermészetesebb alkalom, hogy a távoli egyházakból jövő híreket, leveleket közöljék az egyháztagokkal, s fogadják az ajánlólevelekkel jövő idegeneket. Adományokat gyűjtöttek a bajban vagy nyomorúságban levő testvérgyülekezetek számára. Azután jött az üdvözlés, a testvéri szeretetet oly jellemző „szeretet csókja”, a „szent csók”, a végima és a gyülekezet nyugodt, csendes szétszéledése.

## Története

### Az őskeresztény korban
Az úrvacsorát a kereszténység első idejében lehetőleg mindennap megünnepelték. Egy város vagy kerület lakói valamely, e célra kibérelt nagyobb teremben, vagy valamely gazdagabb hittárs által felajánlott helyiségben estefelé összejöttek közös vendégségre. Az étkezéseknél tartózkodtak minden kicsapongástól, mert tudták, hogy Isten jelen van, és látja cselekedeteiket. Az étkezések elején és végén is imádkoztak. Aki tehetséget érzett magában, az a Szentírást magyarázta.

### A2. századtól
A második század óta az agapé házi és keresztény-társadalmi ünneppé változott, sőt pusztán társas mulatozássá fajult, mint Alexandriában, vagy puszta ajándékozássá a szegények javára, mint Afrika nyugati részén, így elvesztette jelentőségét. Más okok is befolyásolták az agapé jelentőségének csökkenését, és végül  el is tiltották az egyházi zsinatok: a laodiceai (360–370 között), a III. karthágói (391) és a II. trulloszi (692).